# 1990 FIFAワールドカップ・予選
1990 FIFAワールドカップの予選について本項では述べる。

## 概要
116チームが参加を表明し、このうち、開催国のイタリアと前回優勝国のアルゼンチンは予選を経ずに本大会出場権を獲得。残る22枠が予選により争われた。実際に予選を戦ったのは103チームであった。
ワールドカップ予選に初出場したチーム
 ガボン  オマーン  パキスタン
FIFAによる出場停止処分を受けたチーム
 ベリーズ  モーリシャス  モザンビーク
大陸連盟による出場停止処分を受けたチーム
 メキシコ

棄権したチーム
 バーレーン  インド  モルディブ  南イエメン  レソト  ルワンダ  トーゴ（以上、試合を行わずに棄権） リビア（途中棄権）

## 出場枠
|               | アフリカ (CAF) | 欧州 (UEFA) | 南米 (CONMEBOL) | 北中米カリブ海 (CONCACAF) | アジア (AFC) | オセアニア (OFC) | 合計 |
| 本大会 出場枠 | 2              | 14          | 3.5             | 2                         | 2            | 0.5              | 24   |

## 各大陸予選
ヨーロッパ予選 - 出場枠：13＋開催国
グループ1：ルーマニアが予選通過
グループ2：スウェーデン・イングランドが予選通過
グループ3：ソビエト連邦・オーストリアが予選通過
グループ4：オランダ・西ドイツが予選通過
グループ5：ユーゴスラビア・スコットランドが予選通過
グループ6：スペイン・アイルランドが予選通過
グループ7：ベルギー・チェコスロバキアが予選通過
南米予選 - 出場枠：2.5＋前回優勝国
グループ1：ウルグアイが予選通過
グループ2：大陸間プレーオフ進出：コロンビア
グループ3：ブラジルが予選通過
北中米カリブ海予選 - 出場枠：2
コスタリカ・アメリカ合衆国が予選通過
アフリカ予選 - 出場枠：2
エジプト・カメルーンが予選通過
アジア予選 - 出場枠：2
アラブ首長国連邦・大韓民国が予選通過
オセアニア予選 - 出場枠：0.5
大陸間プレーオフ進出：イスラエル

## 大陸間プレーオフ
| 1989年10月15日 |

| コロンビア | 1 - 0 | イスラエル |
|            |       |            |

| コロンビア・バランキヤ |

| 1989年10月30日 |

| イスラエル | 0 - 0 | コロンビア |
|            |       |            |

| イスラエル・ラマト・ガン |

コロンビアが本大会出場権を獲得した。